# Hechos 6

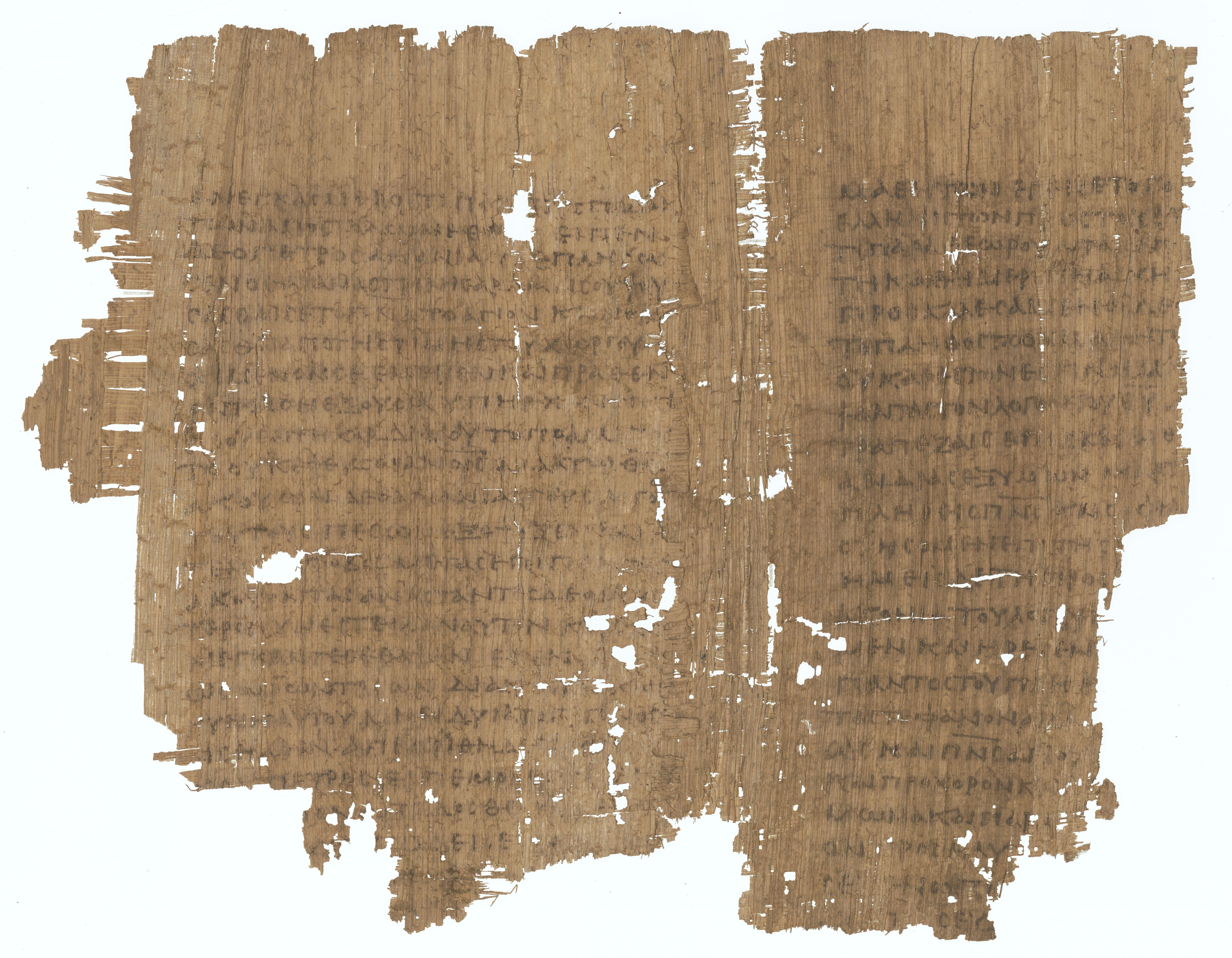
Hechos 5:2–9; 6:1-6 en el anverso de Papiro 8 (siglo IV).

Hechos 6 es el sexto capítulo de los Hechos de los Apóstoles del Nuevo Testamento de la Biblia cristiana . Registra la institución de los primeros siete diáconos, y la labor de uno de ellos, Esteban. El autor del libro que contiene este capítulo es anónimo, pero la tradición cristiana primitiva afirmaba uniformemente que Lucas compuso este libro, así como el Evangelio de Lucas. Joseph T. Lienhard se refiere a un «ciclo de Esteban» evidente en la conexión deliberada entre la institución de los siete y la narración sobre Esteban en este capítulo y en el capítulo 7.

## Texto
.

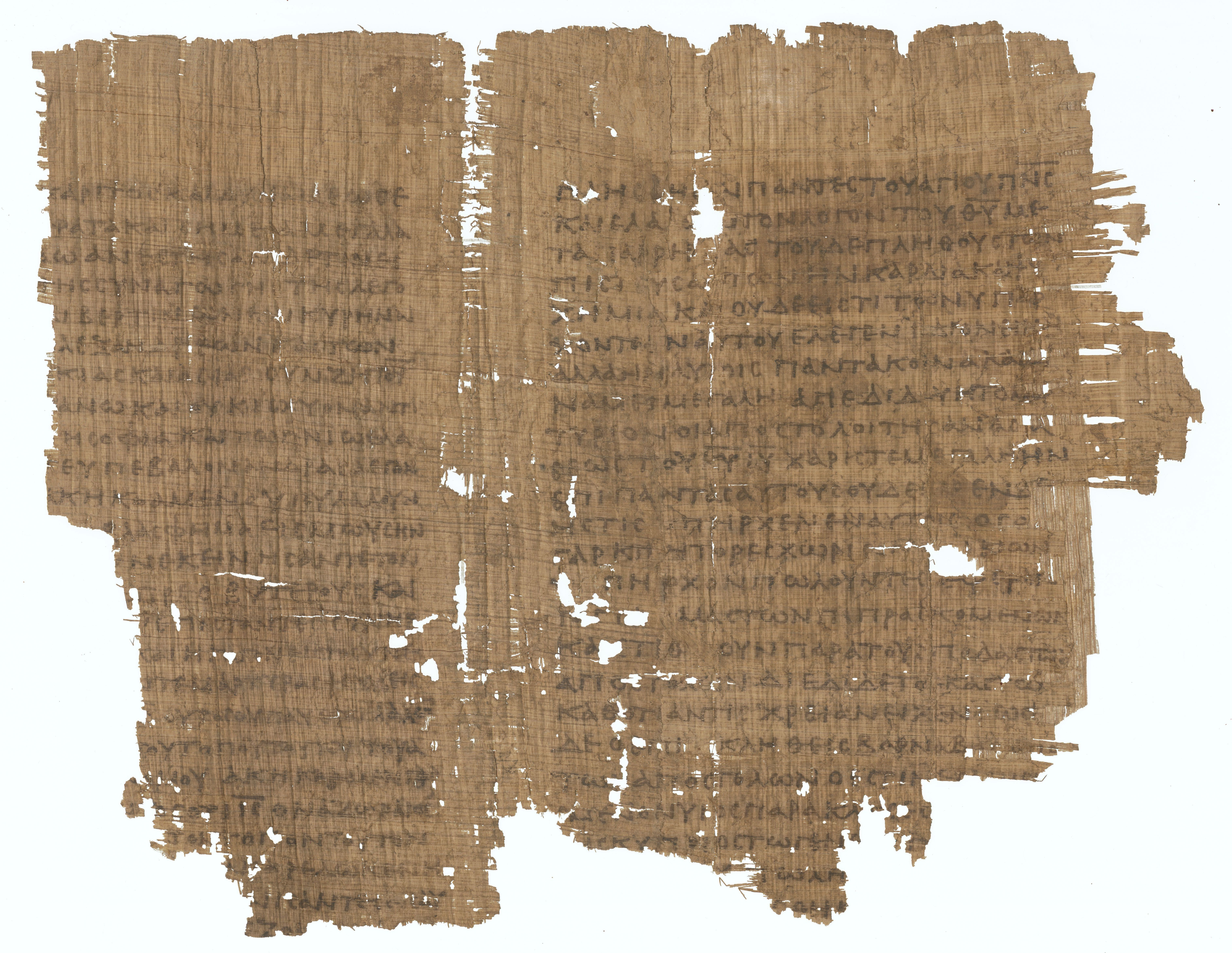
Hechos 4:31-37; 6:8-15 en el lado recto del Papiro 8

El texto original estaba escrito en griego koiné. Este capítulo está dividido en 15 Versículos. En cuanto al número de Versículos, es el capítulo más corto de los Hechos de los Apóstoles.

### Testigos textuales
Algunos manuscritos antiguos que contienen el texto de este capítulo son:
- Codex Vaticanus (325-350 d. C.)
- Codex Sinaiticus (330-360)
- Papiro 8 (siglo IV; Literatura clásica Versículos 1-6, 8-15)[4]
- Codex Bezae (~400)
- Codex Alexandrinus (400-440)
- Codex Ephraemi Rescriptus (~450; Laguna: Versículo 8)
- Codex Laudianus (~550)

## Comentarios generales
San Lucas se detiene en los desafíos que enfrentan los cristianos de origen helenista, tanto internos como externos. Internamente, las viudas helenistas son desatendidas, y externamente, sufren persecución de algunos judíos. A través de todo esto, Lucas subraya la providencia divina que guía los eventos. Las dificultades internas se resuelven con el nombramiento de diáconos, lo que lleva a un aumento en el número de fieles y sacerdotes que se convierten a la fe. De igual manera, la persecución culmina en el martirio de Esteban, un evento que siembra la semilla de la futura vocación de Saulo, quien más tarde se convertirá en el Apóstol Pablo.

Si Esteban no hubiera orado a Dios la Iglesia no tendría a Pablo.

## Nombramiento de los Siete (6:1-7)
En esta sección, Lucas ofrece «un breve y tentador vistazo al funcionamiento interno de la iglesia», combinado con «dos Versículos de resumen» (Hechos 5:42 y Hechos 6:7). Los candidatos para desempeñar las funciones ministeriales dentro de la creciente «compañía de creyentes» fueron señalados como «llenos del Espíritu Santo» (Versículos 3, 5). La «transmisión de autoridad de los apóstoles» está «muy deliberadamente asegurada mediante la oración y la imposición de manos» (Versículo 6).

### Versículo 1
En aquel tiempo, cuando el número de los discípulos iba en aumento, los helenistas (judíos de habla griega) se quejaron contra los hebreos nativos, porque sus viudas no eran tenidas en cuenta en el servicio diario de la comida.
La distinción que se hace aquí se refiere a los judíos que se unieron a la comunidad de creyentes que habían nacido fuera de Tierra Santa, que hablaban la lengua griega y habían adoptado gran parte de la antigua cultura griega, y los judíos nativos que hablaban hebreo y/o arameo y vivían según las costumbres judías.

### Versículo 5
Y el dicho agradó a toda la multitud. Y eligieron a Esteban, hombre lleno de fe y del Espíritu Santo, y a Felipe, Prócoro, Nicanor, Timón, Parmenas, y Nicolaítas, un prosélito de Antioquía,
Todos los siete hombres seleccionados tienen nombres griegos (Versículo 5), lo que sugiere una «conexión con la diáspora», aunque muchos judíos palestinos de la época también hablaban griego.

### Comentario a los versículos 1-7
Al inicio de la sección se identifican dos grupos de discípulos según su origen antes de su conversión: helenistas y hebreos. Los helenistas eran judíos nacidos fuera de Palestina, hablaban griego y utilizaban sinagogas donde se leía la Escritura en griego. Tenían cierta influencia cultural griega, aunque no desconocida para los hebreos. Por su parte, los hebreos eran judíos de Palestina, hablaban arameo y empleaban la Biblia hebrea en sus sinagogas. Esta diferencia en los orígenes se mantuvo durante un tiempo dentro de la comunidad cristiana, pero no implicaba una división o conflicto entre facciones. El texto también relata la creación de los Siete por parte de los Apóstoles, un grupo con un ministerio específico en la Iglesia, distinto de "los Doce", como era en su momento el de servir las mesas. Aunque no se les denomina diáconos, se menciona el término diakonía, que implica servicio o ministerio. No está claro si de ellos deriva el diaconado tal como se conoce hoy, pero es posible que su función haya influido en su desarrollo.

Os exhorto a que pongáis empeño por hacerlo todo en la concordia de Dios, bajo la presidencia del obispo, que ocupa el lugar de Dios; y de los presbíteros, que representan al colegio de los Apóstoles; desempeñando los diáconos, para mí muy queridos, el ejercicio que les ha sido confiado del ministerio de Jesucristo, el cual estaba junto al Padre antes de los siglos y se manifestó en estos últimos tiempos. Así pues, todos, conformándoos al proceder de Dios, respetaos mutuamente, y nadie mire a su prójimo desde un punto de vista meramente humano, sino amaos unos a otros en Jesucristo en todo momento. Que nada haya en vosotros que pueda dividiros, antes bien, formad un solo cuerpo con vuestro obispo y con los que os presiden, para que seáis modelo y ejemplo de inmortalidad.

Lucas menciona nuevamente en un resumen, como en capítulos anteriores, el crecimiento de la Iglesia, destacando esta vez la conversión de numerosos sacerdotes. Se ha sugerido que estos sacerdotes probablemente pertenecían a un estrato más modesto, similar al caso de Zacarías, en contraste con las grandes familias sacerdotales, que solían ser parte del grupo de los saduceos, conocidos por su oposición a la Iglesia naciente.

## Juicio de Esteban (6:8-7:1)
Uno de los siete, Esteban, pronto entra en disputa, no con la jerarquía del templo, sino con miembros de un grupo de sinagogas de la diáspora en Jerusalén (6:9).

### Versículo 9
Entonces se levantaron algunos de lo que se llama la Sinagoga de los Libertos (Cireneos, Alejandrinos, y los de Cilicia y Asia), disputando con Esteban.'
- «Sinagoga de los libertos» (RV: «sinagoga de los Libertinos»): Una sinagoga particular en Jerusalén a la que asisten antiguos esclavos, o «libres», y que puede incluir a sus descendientes.[15] La palabra «libertos» o «libertinos» proviene de un título latino libertini que indica «un grupo de judíos de origen italiano que ahora estaban asentados en Jerusalén» y este término también se conoce de fuentes latinas, como Tácito, Anales, 2:85.[7] La inscripción de Theodotus proporciona la prueba de que 'había al menos una sinagoga de habla griega en Jerusalén en el siglo I'.[7]

### Versículo 14
Los falsos testigos de la Sinagoga de los libertos dijeron: «porque le hemos oído decir que este Jesús de Nazaret destruirá este lugar y cambiará las costumbres que Moisés nos entregó»'
- «Este Jesús de Nazaret destruirá este lugar»: Las palabras de la acusación pueden provenir en parte de Juan 2:19, en parte de la predicción en Mateo 24:2, que 'Esteban debe haber conocido, y bien puede haber reproducido'.[17]

### Comentarios
San Esteban es reconocido como el primer mártir cristiano, lo que explica el destacado lugar que Lucas le otorga en su relato. Su muerte  se describe con énfasis en cómo siguió el ejemplo de Jesús, tanto en sus palabras como en sus acciones. Esteban muestra una sabiduría irrebatible, tal como Jesús había prometido a sus discípulos. Al igual que Jesús, es acusado de blasfemia, el peor crimen para un judío, con testimonios falsos. Antes de morir, Esteban tiene una visión del Hijo del Hombre glorioso, similar a la que Jesús había profetizado. Al final, como Cristo, perdona a sus asesinos y se entrega a la voluntad de Dios.

Así convenía que fuese el primer mártir de Cristo, para que por ser, con su gloriosa muerte, modelo de los mártires venideros, no sólo hiciese de pregonero de la pasión del Señor, sino que le imitase también en mansedumbre e inmensa paciencia.

Pero, como enseña san Agustín, la imitación de Cristo y el testimonio sobre Él puede seguir muchos caminos:

Lo han imitado los santos mártires hasta el derramamiento de su sangre, hasta la semejanza con su pasión; lo han imitado los mártires, pero no sólo ellos. El puente no se ha derrumbado después de haber pasado ellos; la fuente no se ha secado después de haber bebido ellos. Tenedlo presente, hermanos: en el huerto del Señor no sólo hay las rosas de los mártires, sino también los lirios de las vírgenes y las yedras de los casados, así como las violetas de las viudas. Ningún hombre, cualquiera que sea su género de vida, ha de desesperar de su vocación: Cristo ha sufrido por todos.

La expresión «sinagoga llamada de los libertos» parece referirse a judíos provenientes de regiones helenistas de la diáspora. Estos judíos, que más tarde también discutirán con Pablo y tratarán de matarlo, no logran oponerse a la sabiduría de Esteban, de la misma manera que posteriormente no podrán resistir la fuerza de la nueva fe cristiana.